# Hájvirág
A hájvirág (Crassula) a kőtörőfű-virágúak (Saxifragales) rendjébe, ezen belül a varjúhájfélék (Crassulaceae) családjába és a hájvirágformák (Crassuloideae) alcsaládjába tartozó típusnemzetség.

## Előfordulásuk
Az Antarktisz kivételével a hájvirágok nemzetsége minden másik kontinensen és nagyobb szigeten előfordul, még az Arktiszon is, főleg Kanada felől. Izlandon és a Brit-szigeten őshonosak, azonban az Ír-szigetre be kellett telepíteni egyes fajaikat. Európa legnagyobb részén megtalálhatók, azonban Lengyelországból és a balti országokból kihaltak. Ázsiában főleg a déli térségekben élnek. Afrikában, csak két nyugati vidékről hiányzanak, azonban jelen vannak Madagaszkáron. Ausztrálián és Új-Zélandon is őshonosak. Hawaiira betelepítették, Delaware területéről kihalt, azonban a legtöbb USA-beli államban megtalálhatók; úgyszintén Kanadában is, illetve Közép- és Dél-Amerikában. Brazíliának, csak a legdélebbi vidékein fordulnak elő.

## Rendszerezés

### Alnemzetségek és fajcsoportok
Az alábbi fajokat és hibrideket a következő alnemzetségekbe, fajcsoportokba és alfajcsoportokba sorolják be:
- Crassula subg. Crassula L.
  - Crassula sect. Argyrophylla (Schönland) Toelken
  - Crassula sect. Arta (Schönland) Toelken (1977)
  - Crassula sect. Columnares Haw. ex DC. (1828)
  - Crassula sect. Crassula L.
  - Crassula sect. Curtogyne (Haw.) Toelken
  - Crassula sect. Globulea
  - Crassula sect. Kalosanthes (Haw.) Toelken
  - Crassula sect. Perfilatae Haw. ex DC.
  - Crassula sect. Rosulares Haw.
  - Crassula sect. Squamulosae Haw. (1821)
  - Crassula sect. Subulares DC. (1828)
- Crassula subg. Disporocarpa C.A.Mey. (1842)
  - Crassula sect. Acutifolia (Schönland) Toelken (1977)
  - Crassula sect. Anacampseroideae Haw. (1821)
    - Crassula subsect. Fasciculares Toelken (1977)
    - Crassula subsect. Latifoliae (DC.) Toelken (1977)
    - Crassula subsect. Petiolares (Haw. ex DC.) Toelken (1977)

  - Crassula sect. Deltoideae DC. (1828)
  - Crassula sect. Dinacria (Harv. ex Sond.) Schönland (1890)
  - Crassula sect. Filipedes (Harv.) Schönland (1890)
  - Crassula sect. Galpiniflora Toelken
  - Crassula sect. Glomeratae Haw.
  - Crassula sect. Helophytum (Eckl. & Zeyh.) Toelken
  - Crassula sect. Petrogeton (Eckl. & Zeyh.) Walp.

### Fajok és hibridek
A nemzetségbe az alábbi 205 faj és 4 hibrid tartozik:
- Crassula acinaciformis Schinz
- Crassula alata (Viv.) A.Berger
- Crassula alba Forssk.
- Crassula alcicornis Schönland
- Crassula alpestris L.f.
- Crassula alsinoides (Hook.f.) Engl.
- Crassula alstonii Marloth
- Crassula alticola R.Fern.
- Crassula ammophila Toelken
- Crassula ankaratrensis Desc.
- Crassula anso-lerouxiae van Jaarsv.
- Crassula aphylla Schönland & Baker f.
- Crassula aquatica (L.) Schönland
- Crassula arborescens (Mill.) Willd.
- Crassula atropurpurea (Haw.) D.Dietr.
- Crassula aurusbergensis G.Will.
- Crassula ausensis Hutchison
- Crassula badspoortensis van Jaarsv.
- Crassula barbata Thunb.
- Crassula barklyi N.E.Br.
- Crassula basaltica Brullo & Siracusa
- Crassula bergioides Harv.
- Crassula bevilanensis Desc.
- Crassula biplanata Haw.
- Crassula brachystachya Toelken
- Crassula brevifolia Harv.
- Crassula calcarea N.H.G.Jacobsen
- Crassula campestris (Eckl. & Zeyh.) Endl.
- Crassula capensis (L.) Baill.
- Crassula capitella Thunb.
- Crassula ciliata L.
- Crassula clavata N.E.Br.
- Crassula closiana (Gay) Reiche
- Crassula coccinea L.
- Crassula colligata Toelken
- Crassula colorata (Nees) Ostenf.
- Crassula columella Marloth & Schönland
- Crassula columnaris L.f.
- Crassula compacta Schönland
- Crassula congesta N.E.Br.
- Crassula connata (Ruiz & Pav.) A.Berger
- Crassula cooperi Regel
- Crassula corallina L.f.
- Crassula cordata Thunb.
- Crassula cordifolia Baker
- Crassula cotyledonis Thunb.
- Crassula cremnophila van Jaarsv. & A.E.van Wyk
- Crassula crenulata Thunb.
- Crassula cultrata L.
- Crassula cymbiformis Toelken
- Crassula cymosa P.J.Bergius
- Crassula deceptor Schönland & Baker f.
- Crassula decidua Schönland
- Crassula decumbens Thunb.
- Crassula deltoidea Thunb.
- Crassula dentata Thunb.
- Crassula dependens Bolus
- Crassula depressa (Eckl. & Zeyh.) Toelken
- Crassula dichotoma L.
- Crassula dodii Schönland & Baker f.
- Crassula drummondii (Torr. & A.Gray) Fedde
- Crassula elatinoides (Eckl. & Zeyh.) Friedrich
- Crassula elegans Schönland & Baker f.
- Crassula elsieae Toelken
- Crassula ericoides Haw.
- Crassula exilis Harv.
- Crassula expansa Aiton
- Crassula exserta (Reader) Ostenf.
- Crassula extrorsa Toelken
- Crassula fallax Friedrich
- Crassula fascicularis Lam.
- Crassula filiformis (Eckl. & Zeyh.) D.Dietr.
- Crassula flanaganii Schönland & Baker f.
- Crassula flava L.
- Crassula foveata van Jaarsv.
- Crassula fragarioides van Jaarsv. & Helme
- Crassula fusca Herre
- Crassula × garciae (P.V.Heath) G.D.Rowley
- Crassula garibina Marloth & Schönland
- Crassula gemmifera Friedrich
- Crassula globularioides Britten
- Crassula glomerata P.J.Bergius
- Crassula grammanthoides (Schönl.) Toelken
- Crassula granvikii Mildbr.
- Crassula grisea Schönland
- Crassula helmsii (Kirk) Cockayne
- Crassula hemisphaerica Thunb.
- Crassula hirsuta Schönland & Baker f.
- Crassula hirtipes Harv.
- Crassula humbertii Desc.
- Crassula hunua A.P.Druce
- Crassula inandensis Schönland & Baker f.
- Crassula inanis Thunb.
- Crassula intermedia Schönland
- Crassula kirkii (Allan) A.P.Druce & Given
- Crassula lactea Aiton
- Crassula lanuginosa Harv.
- Crassula lasiantha E.Mey. ex Harv.
- Crassula latibracteata Toelken
- Crassula leachii R.Fern.
- Crassula longipes (Rose) M.Bywater & Wickens
- Crassula macowaniana Schönland & Baker f.
- Crassula manaia A.P.Druce & Sykes
- Crassula maputensis R.Fern.
- Crassula × marchandii Friedrich
- Crassula mataikona A.P.Druce
- Crassula mesembrianthemopsis Dinter
- Crassula mesembryanthoides (Haw.) D.Dietr.
- Crassula micans Vahl ex Baill.
- Crassula minuta Toelken
- Crassula minutissima Skottsb.
- Crassula mollis Thunb.
- Crassula montana L.f.
- Crassula morrumbalensis R.Fern.
- Crassula moschata G.Forst.
- Crassula multicaulis (Petrie) A.P.Druce & Given
- Crassula multicava Lem.
- Crassula multiceps Harv.
- Crassula multiflora Schönland & Baker f.
- Crassula muricata Thunb.
- Crassula muscosa L.
- Crassula namaquensis Schönland & Baker f.
- Crassula natalensis Schönland
- Crassula natans Thunb.
- Crassula nemorosa (Eckl. & Zeyh.) Endl.
- Crassula nodulosa Schönland
- Crassula nudicaulis L.
- Crassula numaisensis Friedrich
- Crassula nyikensis Baker
- Crassula oblanceolata Schönland & Baker f.
- Crassula obovata Haw.
- Crassula obtusa Haw.
- Crassula orbicularis L.
- pozsgafa (Crassula ovata) (Mill.) Druce
- Crassula pageae Toelken
- Crassula pallens Schönland & Baker f.
- Crassula papillosa Schönland & Baker f.
- Crassula peculiaris (Toelken) Toelken & Wickens
- Crassula peduncularis (Sm.) Cambess.
- Crassula pellucida L.
- Crassula peploides Harv.
- Crassula perfoliata L. - típusfaj
- Crassula perforata Thunb.
- Crassula phascoides (Griseb.) M.Bywater
- Crassula planifolia Schönland
- Crassula plegmatoides Friedrich
- Crassula pruinosa L.
- Crassula pseudhemisphaerica Friedrich
- Crassula pubescens Thunb.
- Crassula pustulata Toelken
- Crassula pyramidalis Thunb.
- Crassula qoatlhambensis Hargr.
- Crassula quadrifaria N.Jacobsen
- Crassula rhodesica (Merxm.) Wickens & M.Bywater
- Crassula rogersii Schönland
- Crassula roggeveldii Schönland
- Crassula ruamahanga A.P.Druce
- Crassula rubricaulis Eckl. & Zeyh.
- Crassula rudolfii Schönland & Baker f.
- Crassula rupestris L.f.
- Crassula saginoides (Maxim.) M.Bywater & Wickens
- Crassula sarcocaulis Eckl. & Zeyh.
- Crassula sarmentosa Harv.
- Crassula saxifraga Harv.
- Crassula scabra L.
- Crassula × scabrella Haw.
- Crassula schimperi Fisch. & C.A.Mey.
- Crassula sebaeoides (Eckl. & Zeyh.) Toelken
- Crassula sediflora (Eckl. & Zeyh.) Endl.
- Crassula sericea Schönland
- Crassula × serpentaria Schönland
- Crassula setulosa Harv.
- Crassula sieberiana (Schult. & Schult.f.) Druce
- Crassula simulans Schönland
- Crassula sinclairii (Hook.f.) A.P.Druce & Given
- Crassula sladenii Schönland
- Crassula smithii van Jaarsv., D.G.A.Styles & G.McDonald
- Crassula socialis Schönland
- Crassula solieri (Gay) F.Meigen
- Crassula southii Schönland
- Crassula spathulata Thunb.
- Crassula streyi Toelken
- Crassula strigosa L.
- Crassula subacaulis Schönland & Baker f.
- Crassula subaphylla (Eckl. & Zeyh.) Harv.
- Crassula subulata L.
- Crassula susannae Rauh & Friedrich
- Crassula tabularis Dinter
- Crassula tecta Thunb.
- Crassula tenuicaulis Schönland
- Crassula tenuipedicellata Schönland & Baker f.
- Crassula tetragona L.
- Crassula thunbergiana Schult.
- Crassula tillaea Lest.-Garl.
- Crassula tomentosa Thunb.
- Crassula tuberella Toelken
- Crassula umbella Jacq.
- Crassula umbellata Thunb.
- Crassula umbraticola N.E.Br.
- Crassula undulata Haw.
- Crassula vaginata Eckl. & Zeyh.
- Crassula vaillantii (Willd.) Roth
- Crassula venezuelensis (Steyerm.) M.Bywater & Wickens
- Crassula vestita Thunb.
- Crassula viridis (S.Watson) M.Bywater & Wickens
- Crassula volkensii Engl.
- Crassula werneri N.H.G.Jacobsen
- Crassula whiteheadii Harv.
- Crassula zombensis Baker f.